# Endre Fenyö
Endre Armand Fenyö, född 25 februari 1904 i Baja i Ungern, död 14 september 1971 i Budapest, var en svensk ungersk konstnär.
Han var son till Armand Fenyö och Serena Fuchs. Fenyö studerade vid konstakademien i Budapest 1923–1928 och i Wien 1930 samt i Helsingfors 1938–1939. Han var 1939–1947 bosatt i Sverige. Separat ställde han ut på Lilla Galleriet i Stockholm och han medverkade i samlingsutställningar i Stockholm och Malmö. Hans konst består av svenska landskap och stadsbilder. Fenyö är representerad vid Moderna Museet, Västerås konstmuseum och Budapest museum.